# Hřbitov Aşiyan Asri
Hřbitov Aşiyan Asri je pohřebiště v evropské části největšího tureckého města Istanbulu mezi částmi Aşiyan a Bebek.
Na hřbitově je pohřbena spousta intelektuálů, spisovatelů a umělců, či potomků vládců Osmanské dynastie. Známý je hlavně díky panoramatickému výhledu na Bospor.

## Významní pohřbení
- Ahmed Vefik Paša (1823–1891), velkovezír, historik a lingvista
- Tevfik Fikret (1867–1915), básník
- Nigâr Hanım (1856–1918), básnířka
- Fakhri Paša (1868–1948), vojevůdce a guvernér Mediny
- Orhan Veli Kanık (1914–1950), básník
- Yahya Kemal Beyatlı (1884–1958), básník
- Ahmet Hamdi Tanpınar (1901–1962), spisovatel
- Rukiye Sabiha Sultan (1894–1971), třetí dcera posledního osmanského sultána Mehmeda VI.
- Adalet Cimcoz (1910–1970), herečka, kurátorka umění, překladatelka
- Tevfik Rüştü Aras (1883–1972), ministr zahraničí a diplomat
- Gündüz Kılıç (1919–1980), fotbalový hráč a kouč
- Münir Nurettin Selçuk (1900–1981), muzikant, tenorový zpěvák
- Tezer Özlü (1943–1986), spisovatel
- Sadi Irmak (1904–1990), akademik a premiér
- Tarık Zafer Tunaya (1916–1991), akademik a právník
- Abidin Dino (1913–1993), malíř
- Cihat Arman (1919–1994), fotbalový hráč
- Mehmet Ali Aybar (1908–1995), politik
- Onat Kutlar (1936–1995), spisovatel a básník
- Mina Urgan (1916–2000), akademik, politik a překladatel
- Fatma Neslişah (1921–2002), dcera Rukiye Sabihy Sultan a vnučka posledního sultána Mehmeda VI .
- Avni Arbaş (1919–2003), malíř
- Attilâ İlhan (1925–2005), básník a žurnalista
- Erdoğan Teziç (1936–2017), akademik a jurista
- Nazan Erkmen (1945–2017), akademik, ilustrátor, malíř
- Yıldız Kenter (1928–2019), herečka